# Lapis Satricanus
Сатриканский камень (лат. Lapis Satricanus) — обнаруженный при раскопках Сатрика (южный Лаций) камень с посвятительной надписью, предположительно датируемой концом VI — началом V века до н. э.
Камень был обнаружен в 1977 году итальянскими и голландскими археологами при раскопках фундамента храма Матери Матуты на месте древнего латинского города Сатрика, близ нынешней деревни Борго-Монтелло (41°31′ с. ш. 12°47′ в. д.). Представляет собой расколотую на три фрагмента прямоугольную плиту примерно 87×63×15 см с фрагментом надписи на торце.
Надпись на архаичном латинском диалекте гласит следующее:
(…)IEI STETERAI POPLIOSIO VALESIOSIO
SVODALES MAMARTEI
На языке классической эпохи:
(…)iei steterunt Publii Valerii
sodales Marti
(…) ? посвятили Поплия Валезия содалы Марсу
Поскольку латинских надписей архаического периода найдено очень мало, этот текст представляет значительный интерес. Окончание генитива единственного числа на -osio очень древнее и имеет параллели в линейном письме B, языке гомеровских поэм и других индоевропейских языках. В классической латыни в этом случае будет -i.
Толкование этого текста вызвало разные мнения. Его можно перевести как <этот памятник> посвятили Поплия Валезия содалы Марсу, и как содалы Поплия Валезия посвятили <себя> Марсу. Архаическая форма имени Poplios Valesios соответствует классическому варианту Publius Valerius. Соблазнительно видеть в этом человеке одного из основателей Римской республики Публия Валерия Публиколу, однако подобное толкование наталкивается на некоторые возражения. Сатрик, находившийся на границе Помптинской равнины, лежал за пределами римской колонизации V века до н. э. Эта местность была ареной ожесточенной борьбы с вольсками и эквами в течение целого столетия, и римляне сумели там закрепиться только в 386 до н. э. Исходя из этого, высказывалось предположение, что речь может идти о Публии Валерии Потите, консулярном трибуне, который завоевал Сатрик и вывел туда колонию.
Тем не менее, в пользу отождествления Поплия Валезия с Публиколой, его сыном, или кем-то из родственников, также есть ряд соображений. Вольски и эквы захватили южный Лаций в начале V века до н. э. (Сатрик был взят вольсками в 488 до н. э.), а в первые годы республики римляне вполне могли попытаться колонизировать этот район. Содалы — это дружинники, связанные клятвой верности, наподобие македонских гетайров или галльских сольдуриев, а в данном случае речь может идти о воинах, посвятивших себя богу Марсу по обычаю Весны Священной, и отправившихся на поиск и завоевание новых земель. Относительно того, как этот камень мог оказаться в основании храма Матери Матуты, предполагается, что он был взят из другого места и использован вторично.